# 도메인 네임 등록 대행자
도메인 네임 등록 대행자(domain name registrar)는 일반 최상위 도메인 (gTLD) 레지스트리나 국가 코드 최상위 도메인 레지스트리 (ccTLD)에 의해 공인된 기구 또는 사업체로서, 지정된 도메인 네임 레지스트리의 지침에 따라 인터넷 도메인 이름의 등록을 관리하고, 도메인 관련 서비스를 일반에 제공한다.

## 역사
1999년 이전에는 Network Solutions (NSI)가 com, net 그리고 org 레지스트리를 운영하였으며, 유일한 등록 대행자이기도 했다. 하지만 몇몇 회사들이 독립적인 등록 대행 서비스를 개발하였고, 그러한 회사 중 NetNames는 일반 도메인 등록과 그에 연관된 서비스들을 판매하는 독자적인 상용 도메인 이름 등록 서비스를 개발하였다. 이것은 도메인 산업에 소매 모델을, 레지스트리에게는 도매 판매라는 역할을 만들어 냈다. NSI는 이 모델을 받아들였고, 마침내 레지스트리와 등록 대행자의 역할을 분리하게 되었다.
1997년, PGMedia가 ROOT 존은 인터넷의 필수 설비이기 때문에 접근을 제한하는 것은 반독점 법에 위반이라고 지적하며 NSI를 고발하였고, 이 때문에 미 국립과학재단 (NSF)도 여기에 개입하게 된다. 최종적으로, NSI는 반독점 소송에서는 면제되는 것으로 결론이 났지만, 이 소송으로 인해 도메인 이름 시장은 재편되게 된다.
도메인 이름 등록 사업이 점점 커지고 관련 집단의 압력이 커짐에 따라, 1998년 10월, NSI는 미국 상무성과의 협약을 개정하였다. 이 개정안은 다수의 등록 대행자를 지원하는 공용 등록 시스템을 만들 것을 포함하고 있다. 시험 목적의 몇몇 등록 대행자들이 1999년 3월 11일부터 이 시스템을 사용하였고, 국제 인터넷 주소자원 관리기관 (ICANN)의 감독하에 1999년 11월 30일 공식적으로 서비스가 시작되었다. 그 후 지금까지 900여 개 이상의 등록 대행자가 도메인 이름 등록 서비스 시장에 뛰어들었다.
초기 시장 진입자 중 다수는 성장을 거듭하며 경쟁자들을 앞질러 나갔다. Go Daddy는 현재 가장 큰 등록 대행자이다. 다른 성공적인 등록 대행자들로는 eNom, Tucows, Melbourne IT 등을 들 수 있다. 초기에는 시장을 선도했으나 이후 경쟁자들에게 추월당한 업체로는 Network Solutions, Dotster 등이 있다.
ICANN 공인 등록 대행자들은 미화 4,000불의 고정 수수료와 추가적인 부대 수수료를 내야 한다. 등록 대행자 수수료의 합은 총 미화 3백 8십만 불에 이른다. 등록 시스템 자체는 서로 공유하기 때문에 등록 대행자들은 여러 관련 서비스들을 다양한 가격으로 최종 사용자에게 제공함으로써 경쟁하고 있다.

## 지정 등록 대행자
도메인 네임 레지스트리는 도메인 등록 정보를 관리하고, 도메인 등록 대행자는 도메인 네임 레지스트리와 계약을 맺고 도메인 등록 서비스를 제공한다. 최종 사용자는 도메인을 등록할 때 어느 한 등록 대행자를 통해서 하게 되는데, 이때 도메인 등록 서비스를 제공한 등록 대행자가 그 도메인의 지정 등록 대행자가 된다.
지정 등록 대행자만이 중앙 레지스트리 데이터베이스에서 도메인 이름에 관한 정보를 수정 또는 삭제할 수 있다. 최종 사용자가 도메인 이전 절차를 통해 등록 대행자를 바꾸는 것은 낯선 것이 아니며, 이 절차는 도메인 이름 이전 정책을 따른다.
com 도메인의 등록 대행자가 도메인을 등록할 때 com 레지스트리인 VeriSign에 미화로 최고 7.85불의 연간 수수료와 ICANN에 연간 관리 수수료로 미화 0.18불을 내야 한다. 대부분의 도메인 등록 대행자는 이를 포함해서 서비스와 상품 가격을 책정하고 있다. 기존 고객 기반이 없는 사업자에게 대규모 등록 대행 산업은 진입 장벽이 높은 편이다.
많은 등록 대행자들이 리셀러 제휴를 통해서도 등록 서비스를 제공하고 있기 때문에, 최종 사용자는 등록 대행자에게 직접 등록하거나, 또는 소매상을 통해 몇 단계를 거쳐 간접적으로 등록을 하기도 한다. 2010년 현재 소매가는 종종 등록 대행자들이 웹 호스팅 서비스와 같이 다른 상품과 같이 주문할 경우 상당히 낮춰주기도 - 심지어 공짜로도 제공 - 하지만, 단순 도메인 한 개 등록에 연 7.5불에서 연 35불 정도이다.
도메인 이름의 최장 등록 기간은 10년이다. 일부 등록 대행자가 최고 100년까지도 더 긴 기간을 제공하기도 하지만, 이는 등록 대행자가 고객을 대신에 등록 갱신을 해주는 것이다. 공식적인 등록 데이터베이스에서는 100년 기간 등록은 존재하지 않는다.

## DNS 호스팅
도메인을 등록하게 되면, 일련의 Start of Authority (SOA) record를 상위 도메인에 설정하게 되는데, 이것은 해당 도메인에 대해 공인된 권한을 가지는 네임 서버의 IP 주소 (또는 도메인 이름)이다. 즉, 실제 도메인 정보가 아니라 어디서 해당 도메인의 정보를 찾을 수 있는 지에 대한 참조만을 제공한다.
도메인을 등록했다고 해서 자동으로 등록된 도메인에 대한 DNS 서비스가 제공되는 것은 아니다. 그래서 대부분의 등록 대행자들은 자신들을 통해 등록한 도메인에 한해 사용자가 원할 경우 DNS 호스팅을 무료 서비스로 제공하고 있다. 만약 등록 대행자가 DNS 서비스를 제공하지 않거나, 또는 최종 사용자가 이를 사용하지 않기로 했다면, 최종 사용자는 직접 DNS 서비스를 구하거나 운영해야 할 책임이 있다. DNS 서비스 없이 도메인만 등록하는 것은 인터넷 상에서는 본질적으로 무의미하지만, 도메인 파킹(domain parking)이나 도메인 사냥(cybersquatting)과 같은 목적으로 종종 일어난다.

## DNSSEC 지원
도메인 네임 시스템 보안 확장 (DNSSEC)은 도메인 네임 시스템 상의 정보 보안을 위한 Internet Engineering Task Force (IETF) 명세 모음이다.

## 도메인 이름 이전
도메인 이름 이전은 도메인 이름의 지정 등록 대행자를 변경하는 절차이다. ICANN은 등록 대행자 간 도메인 이전 정책을 가지고 있는데, 일반적인 이전 절차는 다음과 같다.
1. 최종 사용자는 whois에서 관리자 연락처 정보 - 특히 e-mail 주소 - 가 정확한지 확인한다. 그리고 도메인 인도 등록 대행자로부터 인증 코드(EPP 이전 코드)를 받고, 도메인에 잠겨 있으면 잠금을 푼다. 만약 whois 정보가 잘못되었거나 새로 갱신한 직후라면, 최종 사용자는 다음 단계를 진행하기 전에 갱신한 정보가 퍼질 때까지 12~24시간을 기다려야 한다.
2. 최종 사용자는 새 등록 대행자에게 인증 코드와 함께 도메인 이름을 이전하고 싶다는 의사를 전달한다.
3. 도메인 인수 등록 대행자는 네임 보유자 또는 도메인 관리 담당자로부터 빠른 이전 허가서를 얻어야만 한다. 도메인 이전은 인수 등록 대행자가 이들 담당자로부터 이전에 대한 확인을 받았을 때만 진행될 수 있다. 이제 도메인 인수 등록 대행자는 인증 코드를 가지고 온라인에서 도메인 이전을 시작한다.
4. 도메인 인도 등록 대행자는 최종 사용자에게 이 요청이 확실함을 확인하는데, 이 때 최종 사용자가 도메인 이전이 신속하게 진행되도록 온라인 관리 툴에서 한번 더 이전 요청 과정을 진행해야 하는 경우도 있다.
5. 도메인 인도 등록 대행자는 이제 도메인 등록 대행자에게 도메인에 대한 권한을 넘겨준다.
6. 도메인 인수 등록 대행자는 최종 사용자에게 도메인 이전이 완료되었음을 알린다. 도메인 인수 등록 대행자가 자동으로 도메인 서버 정보를 복사해 준다면, 웹 사이트가 이전처럼 잘 작동할 것이지만, 그렇지 않다면 수동으로 이 정보를 새 등록 대행자에 업데이트해야 한다.

이 과정이 끝나면 새로운 등록 대행자가 지정 등록 대행자가 된다. 대략 5일 정도 소요되지만, 경우에 따라 인도 등록 대행자가 이를 의도적으로 지연시키기도 한다. 한번 이전되면 60일 동안은 다시 예전 등록 대행자로 돌아가는 것 외에는 재이전을 할 수 없다.
도메인이 만료되기 직전에 도메인을 이전 하는 것은 그리 현명한 일이 아닌데, 이는 최대 14일이 걸릴 수 있는 도메인 이전이 미처 끝나기도 전에, 도메인이 만료될 수도 있기 때문이다. 이 경우 이전은 되지 않고 도메인도 잃어버리게 된다. 따라서 최종 사용자는 만료일까지 충분한 시간 여유를 두고 이전하거나, 이전하기 전에 도메인 등록을 갱신하는 것이 좋다.
무슨 이유에서건 일단 도메인이 만료되면, 원 소유자에게로 도메인을 되돌리는 것은 어렵고, 비용이 많이 들며, 심지어는 불가능한 일이기도 하다. 만료된 도메인은 수개월 동안 여러 단계를 거친 후에야 다시 등록할 수 있게 된다.

### 도메인 이전 사기
공용 등록 시스템 도입으로 도메인 등록의 독점 시장이 개방되었고, 등록 대행자들은 서로 치열하게 경쟁하였다. 이런 와중에 VeriSign, Domain Registry of America와 같은 일부 등록 대행자들은 고객을 눈속임함으로써 자신들의 서비스로 도메인을 이전하게 하는 방법을 쓰기도 했다. 이러한 수법을 도메인 가로채기라고 한다.
대부분의 도메인 이전 사기는 우편, 팩스 또는 전자 우편을 통한 안내문을 이용한다. 안내문에 사용할 더 많은 정보를 알아내기 위해 최종 사용자에게 전화로 (전화번호는 WHOIS에서 얻을 수 있으므로) 접촉하기도 한다. 안내문이 좀 더 신뢰성이 있어 보이도록 WHOIS 데이터베이스에서 일반에게 공개되어 있는 정보를 가져다 포함하기도 하고, 복잡한 법률 용어를 사용하여 마치 공식적인 처리를 필요로 하는 안내인 것처럼 최종 사용자를 헷갈리게 하기도 한다. 사기꾼 등록 대행자들은 곧 만료되거나 최근 만료된 도메인들을 찾아 다닌다. 도메인의 만료일은 WHOIS를 통해 쉽게 확인할 수 있다.

## 낙장 도메인 포획자
기존 등록자가 더는 해당 도메인을 원하지 않거나 또는 등록을 제때에 갱신하지 않아서 만료되어 사용 가능해진 도메인 중 고객이 원할 경우 재빨리 등록을 대신 시도해 주는 그런 서비스를 제공하는 등록 대행자를 "떨어진" 도메인을 "잡는"다고 해서 "낙장 도메인 포획자"라고 한다.

## 등록 대행자 점유율 순위
몇몇 기구에서 도메인 등록 대행자들의 시장 점유율 순위와 각각의 도메인 등록 개수를 게시하기도 한다. 공개된 목록들은 어느 최상위 도메인을 가지고 했는지, 얼마나 자주 업데이트하는지, 레지스트리가 제공한 절대 숫자를 기본 데이터로 사용했는지 아니면 존 파일에서 가져온 일 변화를 기본 데이터로 했는지에 따라 서로 다르다.
점유율 목록들은 모두 16개의 일반 최상위 도메인과 .us 도메인에 대해서만 다루고 있다. 대부분의 국가 코드 최상위 도메인은 존 파일 남용과 같은 문제로 2003년 이래로 존 파일 제공하지 않고 있다.
공개된 순위와 보고서에는 다음과 같은 것들이 있다.
- (약 3개월의 시차가 있음) ICANN은 16 일반 최상위 도메인 레지스트리가 작성한 보고서를 매달 게시함. 각 ICANN 공인 등록 대행자들에 등록된 도메인의 숫자가 나열되어 있다.
- (ICANN 데이터에 기반하기 때문에 3개월의 시차가 있음) Dotandco.net는 매월 등록 대행자의 규모에 따른 목록]을 발행.
- Name Intelligence, Inc.가 운영하는 DomainTools.com은 등록 대행자 통계를 매년 발행. (2002~2007년 자료만 있음.)

## 같이 보기
- Drop registrar
- 도메인 네임 레지스트리
- Independent Domain Registries

## 참고 자료
- .com Registry Agreement (1 March 2006)
- Sloan, Paul. "Who's Your Go Daddy". CNNMoney.com. Dec. 19, 2006.
- RFC 2832 – NSI Registry Registrar Protocol (RRP) Version 1.1.0
- RFC 3632 – VeriSign Registry Registrar Protocol (RRP) Version 2.0.0